# Arena Ruse
La Bulstrad Arena (in bulgaro Булстрад арена?) è un'arena coperta di Ruse, in Bulgaria. Inaugurata nel 2015, ha ospitato il mondiale di pallavolo 2018, in Italia e Bulgaria.

## Storia
Il progetto fu presentato per la prima volta nel 1972 e la costruzione iniziò quattro anni dopo. I lavori procedettero tuttavia a singhiozzo per tutti gli anni '80 finché, con la fine del periodo socialista, furono del tutto sospesi. I lavori ripresero nel 2007 grazie a un accordo tra il comune di Ruse e un investitore privato, coniugando il progetto di completamento del palazzetto con la costruzione di un centro commerciale e di un albergo. La costruzione avanzò speditamente, completando in un paio di anni buona parte delle opere di terra e la base di cemento. Tra 2010 e 2013 i lavori si interruppero di nuovo finché, grazie all'intervento statale, il palazzetto fu finalmente terminato. L'inaugurazione è avvenuta il 23 luglio 2015 con un concerto della cantante Lili Ivanova..
Nel novembre 2015 vi si svolsero gli open della World DanceSport Federation. Nel 2016 ha ospitato alcune partite della nazionale femminile di pallacanestro della Bulgaria valide per la qualificazione ai campionati europei del 2017 e un concerto live di Zucchero Fornaciari.